# Zaprzęgi z psami na Zimowych Igrzyskach Olimpijskich 1932
Wyniki wyścigu zaprzęgów z psami rozgrywanych na III Zimowych Igrzyskach Olimpijskich w roku 1932 jako dyscyplina pokazowa. Rozgrywano dwa wyścigi, pierwszy 6 lutego, drugi 7 lutego 1932 roku na dystansie 40,5 km.
| M | Państwo           | Zawodnik          | 1 wyścig  | 2 wyścig  | Łączny czas |
| - | ----------------- | ----------------- | --------- | --------- | ----------- |
| 1 | Kanada            | Emile St. Goddard | 2:12,05.0 | 2:11,07.5 | 4:23,12.5   |
| 2 | Stany Zjednoczone | Leonhard Seppala  | 2:13,34.3 | 2:17,27.5 | 4:31,01.8   |
| 3 | Kanada            | Shorty Russick    | 2:26,22.4 | 2:21,22.2 | 4:47,44.6   |
| 4 | Kanada            | Harry Wheeler     | 2:33,19.1 | 2:39,35.0 | 5:02,24.1   |
| 5 | Stany Zjednoczone | Roger Haines      | 2:34,56.0 | 2:31,31.3 | 5:06.27.3   |
| 6 | Kanada            | Raymond Pouliot   | 2:53,14.3 | 2:52,21.5 | 5:45,35.8   |
| 7 | Kanada            | Jack Defalco      | 2:53,49.5 | 2:52,21.5 | 5:49,39.6   |
| 8 | Stany Zjednoczone | Stuart Belknap    | 2:57,14.0 | 2:57,08.5 | 5:54,22.5   |